# ステファン問題
数学およびその応用分野、特に物質の相転移に関して現れる、ステファン問題（ステファンもんだい、英: Stefan problem、ステファン課題とも呼ばれる）とは、相の境界が時間とともに移動するような場合を含む、ある種の偏微分方程式に対する境界値問題のことを言う。古典的ステファン問題は、例えば水になりつつある氷など、相転移中の均一媒質における温度分布を表現するねらいで考えられた。これは、全媒質に初期温度分布を課し、ステファン条件と呼ばれるある特定の境界条件を、それら二つの相の間を移動する境界について課すような、熱方程式を解くことで達成される。ここで、そのような移動する境界は未知の超曲面であり、したがってステファン問題は自由境界問題の例であることに注意されたい。

## 歴史的注釈
この問題は、スロベニア人の物理学者ヨジェフ・ステファンの名にちなむ。彼は、氷の形成に関する問題と関連して、その問題の一般的なクラスを1890年周辺に導入した。問題が考えられたのはより早期の1831年のことで、ガブリエル・ラメとエミール・クラペイロンによる功績だった。

## 数学的表記の前準備
数学の観点からすると、相とは、考えているPDEの係数が連続かつそのPDEの階数まで微分可能であるような領域のことである。物理の問題において、そのような係数は各相の媒質の性質を表す。移動境界（あるいは界面）とは、隣接する二つの相を分離するような無限小に薄い曲面である。したがって、考えているPDEの係数とその微分には、その界面をわたる際に不連続性が生じ得る。
考えているPDEは、相転移界面においては有効とならない。したがって、閉包を得るためにはステファン条件と呼ばれるある付加条件が必要となる。ステファン条件は、移動境界の局所的な速度を、その相境界の両端において評価される量の関数として表現するもので、通常、物理学的な制限から要請されるものである。例えば、相転移を伴う伝熱の問題においては、エネルギー保存の法則がそのような物理学的な制限となり、その界面の局所的な速度は、その界面における熱流束の不連続性に依存する。

## 数学的定式化

### 一次元単一相ステファン問題
はじめに {\displaystyle x} ∈ [0,+∞) に対して融解温度 {\displaystyle u}≡{\displaystyle 0} にあるような半無限の一次元氷塊を考える。{\displaystyle f(t)} の熱流束は、領域の左側の境界から氷塊を融かし、水で占められる区間 {\displaystyle [0,s(t)]} を生成しながら、導入される。その氷塊の融かされた深さは {\displaystyle s(t)} と表記され、これは時間についての未知関数である。ステファン問題を解くとは、
{\displaystyle {\begin{aligned}{\frac {\partial u}{\partial t}}&={\frac {\partial ^{2}u}{\partial x^{2}}}&&{\text{in }}\{(x,t):0<x<s(t),t>0\},&&{\text{the heat equation}},\\-{\frac {\partial u}{\partial x}}(0,t)&=f(t),&&t>0,&&{\text{the Neumann condition at the left end of the domain describing the inlet heat flux}},&&\\u{\big (}s(t),t{\big )}&=0,&&t>0,&&{\text{the Dirichlet condition at the water-ice interface: setting melting/freezing temperature}},\\{\frac {\mathrm {d} s}{\mathrm {d} t}}&=-{\frac {\partial u}{\partial x}}{\big (}s(t),t{\big )},&&t>0,&&{\text{Stefan condition}},\\u(x,0)&=0,&&x\geq 0,&&{\text{initial temperature distribution}},\\s(0)&=0,&&&&{\text{initial depth of the melted ice block}}\end{aligned}}}
を満たすような {\displaystyle u} と {\displaystyle s} を見つけることを言う。ステファン問題にはまた、豊富な逆理論が存在し、そこでは与えられた曲線 {\displaystyle s} に対して {\displaystyle u} あるいは {\displaystyle f} を見つけることが問題とされる。

## 応用
ステファン問題はまた、より複雑な問題の、時間に関する漸近挙動のモデルとして用いられる。例えばペゴは、相分離問題に対するカーン＝ヒリアード解が、中点時間スケールにおける非線形ステファン問題の解として振る舞うことを証明するために、整合漸近展開を用いた。また、二元混合に対するカーン＝ヒリアード方程式の解は、ステファン問題の解と合理的に比較可能である。この比較においてステファン問題は、外部境界における同次ノイマン境界条件のもと、前方追跡節点移動法によって解かれる。

## 歴史的文献
- Vuik, C. (1993), “Some historical notes about the Stefan problem”, Nieuw Archief voor Wiskunde, 4e serie 11 (2):  157–167, MR1239620, Zbl 0801.35002. ステファン問題の早期の理論に関する、興味深い歴史的論文。前刷り（英語版）の版は（PDFフォーマットで）次のリンク先で閲覧可能となっている：。